# 신슬기
신슬기(1998년 3월 3일 ~ )는 대한민국의 배우이다.

## 생애
2020년 전국춘향선발대회에서 진(眞)으로 입상했다.
2022년 넷플릭스 리얼리티 연애 예능 [솔로지옥 시즌2]에 출연하여 화제를 모았다.
2024년 TVING 오리지널 드라마 [피라미드 게임]의 서도아 역으로 출연하며 배우로 데뷔했다.

## 학력
- 예원중학교 음악부 (졸업)
- 서울예술고등학교 음악과 (졸업)
- 서울대학교 음악대학 기악과 피아노전공 (졸업)

## 출연 작품

### 드라마
- 2024년 TVING 오리지널 시리즈 《피라미드 게임》 ... 서도아 역
- 2025년 KBS2 주말드라마 《독수리 5형제를 부탁해!》 ... 독고세리 역
- 2025년 SBS 금토드라마 《귀궁》 … 최인선 역
- 2025년 SBS 금토드라마 《우주메리미》

### 예능
| 연도 | 방송사   | 제목           |
| ---- | -------- | -------------- |
| 2022 | 넷플릭스 | 솔로지옥 시즌2 |
| 2024 | MBC      | 라디오스타     |